# نیکلاس یولستروم
نیکلاس یولستروم (سوئدی: Niklas Hjulström؛ زادهٔ ۱۵ فوریهٔ ۱۹۶۲) بازیگر و خواننده اهل سوئد است.
از فیلم‌ها یا برنامه‌های تلویزیونی که وی در آن نقش داشته است، می‌توان به دختری که به لانه زنبور لگد زد اشاره کرد.